# James Martinez (Schauspieler)
James Martinez (geboren 9. August 1980 in Jackson Heights in New York City, New York) ist ein US-amerikanischer Schauspieler, der vor allem durch seine Rolle des Alex Romero in der fünften Staffel der Netflix-Serie House of Cards bekannt geworden ist.

## Leben
Martinez besuchte in seiner Heimatstadt die High School in Forest Hills, wo er dem Theaterclub beitrat und dort zahlreiche Rollen spielte. Seine erste Fernsehrolle hat er 2003 in der Krimiserie Law & Order. Weitere Rollen wie unter anderem 2011 in der Serie Breaking Bad folgten. Im Jahr 2017 stieß er für die fünfte Staffel der Netflix-Serie House of Cards zum Hauptcast dazu und spielte dort die Rolle des Alex Romero.
Eine weitere Hauptrolle spielte Martinez in der Hulu-Serie Love, Victor. Von Juni 2020 bis Juni 2022 verkörperte er dort die Rolle des Armando Salazar. Die Spin-off-Serie zum Film Love, Simon wurde unter anderem von Schauspieler Nick Robinson produziert und handelt von Armandos Sohn Victor, der mit seiner Familie in eine neue Stadt zieht und sich dort mit seiner sexuellen Orientierung auseinandersetzen muss, als er merkt, dass sein Herz für seinen Mitschüler Benji schlägt.

## Filmografie (Auswahl)

### Serien
- 2003: Third Watch – Einsatz am Limit (Third Watch, Episode 4x21)
- 2003, 2009: Law & Order (2 Episoden)
- 2010: Criminal Intent – Verbrechen im Visier (Law & Order: Criminal Intent, Episode 9x12)
- 2010: Gravity (10 Episoden)
- 2011: Breaking Bad (Episode 4x08)
- 2013: CSI: Vegas (CSI: Crime Scene Investigation, Episode 14x08)
- 2013: Army Wives (Episode 7x12)
- 2016: Queen of the South (2 Episoden)
- 2017: The Blacklist: Redemption (Episode 1x06)
- 2017: House of Cards (9 Episoden)
- 2017–2019: One Day At a Time (6 Episoden)
- 2020–2022: Love, Victor (28 Episoden)
- 2023: Wolf Pack (8 Episoden)
- 2024–2025: Dexter: Original Sin

### Filme
- 2004: Brother of Brother
- 2007: I Believe in America
- 2010: BearCity
- 2012: BearCity2
- 2015: Run All Night
- 2016: Aaron’s Blood